# Krzysztof Procajło
Krzysztof Procajło (ur. 12 lutego 1995 w Warszawie) – polski dyrygent, aranżer i konferansjer. Muzyk  - gra na fortepianie i organach piszczałkowych. Absolwent liceum im. Jana Pawła II w Wołominie, profil humanistyczno-medialny. Założyciel pierwszego radiowęzła „OnAir” w Zespole Szkół nr 3 w Wołominie. Zdobywca nagrody Osobowość Roku 2019 Powiatu Wołomińskiego tygodnika Polska TheTimes.

## Dorobek artystyczny
- aktor grupy teatralnej "Studio katastrofa" działającej w Miejskim Domu Kultury w Wołominie[2].
- laureat konkursów recytatorskich i poetyckich (m.in. Warszawska Syrenka, Konkurs poezji im.K.K.Baczyńskiego[3])
- pomysłodawca i organizator cyklu koncertów "W Duchu Niepodległej"[4]
- muzyk i konferansjer Orkiestry Reprezentacyjnej Szkoły Głównej Gospodarstwa Wiejskiego[5]
- muzyk w Orkiestrze Powiatu Wołomińskiego

## Projekt "W Duchu Niepodległej"
Pomysłodawca i organizator projektu "W Duchu Niepodległej", w ramach którego pierwszy koncert odbył się w listopadzie 2018 roku. Mimo iż z założenia był to projekt lokalny, zaangażowanie zespołu oraz rozgłos wydarzenia zaowocowały kolejnymi koncertami. Ostatni w roku 2019 koncert odbył się w bazylice jasnogórskiej oo. Paulinów w Częstochowie.
Z okazji obchodów 100. Rocznicy Bitwy Warszawskiej - Cudu nad Wisłą, przygotowana została reedycja koncertu zatytułowana "W Duchu Niepodległej - Bohaterom 1920 roku". Scenariusz został wzbogacony o piosenki patriotyczne oraz popularne jak Biały krzyż Krzysztofa Klenczona, Pieśń Heleny Krzesimira Dębskiego czy Absolve Romana Kołakowskiego. W koncercie wzięli udział goście - mezzosopranistka Magdalena Wojakowska, Emilia Cyran, Dariusz Kordek, Karol Bąk-Łupiński oraz soliści Reprezentacyjnego Zespołu Artystycznego Wojska Polskiego.
W drugiej edycji koncertu "Bohaterom 1920 roku", który odbył się w sierpniu 2021 roku, gościnnie udział wzięła Kasia Moś, która wykonała utwór z albumu pt. Moniuszko 200 "Spać mi kazali" oraz "Życie choć piękne tak kruche jest" w aranżacji Krzysztofa Procajło. Zaprezentowany został także premierowy utwór zespołu zatytułowany "Mario podnieś nas" z autorskim tekstem Kamili Łuczyk w aranżacji do melodii "You Raise me up".

## Działalność rozrywkowa
Autor rozrywkowo-klasycznego programu symfonicznego, przygotowanego w ramach poszerzania działalności zespołu symfonicznego. Pierwszy koncert, podczas którego zaprezentowano w większości autorskie aranżacje, odbył się 26 maja 2022 roku w ramach współpracy z Mareckim Centrum Edukacyjno-Rekreacyjnym.

## Dyskografia

### Utwory i aranżacje
- 2013 - Ballada o wisielcach - muzyka do tekstu K.K.Baczyńskiego
- 2013 - Niepokój - muzyka do krótkometrażowej produkcji konkursowej Egzamin (reż. Norbert Rędzia)
- 2014 - Kolędy i pastorałki w opracowaniu na fortepian[13]
- 2018 - Popularne pieśni i piosenki religijne w opracowaniu na orkiestrę symfoniczną
- 2020 - Polski Papieżu - pieśń w 100. rocznicę urodzin oraz 21. rocznicę pielgrzymki św. Jana Pawła II do Radzymina.
- 2021 - Mario podnieś nas - aranżacja utworu "You Raise me up" Josha Grobana z tekstem przygotowanym specjalnie z okazji rocznicy Bitwy Warszawskiej 1920 roku.[14]